# Те Бонг Нга
Те Бонг Нга (вьет. Chế Bồng Nga, тьы-ном 制蓬峩/制蓬峨/制蓬莪) или Те Бунга или Те Бонгуар (Chế — вьетнамская транскрипция титула Шри, Бунга или Бонгуар — малайское «цветок»), также известен как По Бинасор или По Бинасуор (阿答阿者/阿荅阿者 Ngo-ta Ngo-tchö, 比那索爾) был правителем в Тямпе с 1360 по 1390 год.
Этот военачальник непрерывно воевал с Дайвьетом. В 1371 году он захватил и сжёг Тханглонг. Вьеты продолжали партизанскую борьбу, и император Чан Зуэ-тонг предпринял контрнаступление на территорию Тямпы — но был наголову разгромлен в битве при Виджайе (1377) и был убит в этом бою. Несмотря на множество побед, полностью покорить Дайвьет ему так и не удалось. Те Бонг Нга погиб в морском сражении с вьетами в 1390 году.